# Młodzi Tytani: Problem w Tokio
Młodzi Tytani: Problem w Tokio (ang. Teen Titans: Trouble in Tokyo) – amerykański pełnometrażowy film animowany z 2006 roku z serii Młodzi Tytani. Opowiada on o losach tytanów w Tokio. Film ma bardzo rozbudowaną fabułę. Premiera filmu w Polsce miała miejsce 13 stycznia 2009 roku o godz. 18:55 na kanale HBO Comedy.

## Fabuła
Tytani próbują złapać nieznanego przestępcę. Po wielu nieudanych próbach udaje im się to. Okazało się, że przestępca jest Japończykiem i pochodzi z Tokio. Robin dowiaduje się tego w trakcie przesłuchania. Niestety przestępca w międzyczasie znika. Tytani postanowili sprawdzić otrzymaną informację i udali się do Tokio. Początek filmu ukazuje bohaterów przelatujących nad Pacyfikiem i docierających do Tokio. Kiedy Tytani trafiają do stolicy Japonii, okazuje się, że żaden z nich nie zna japońskiego. Wtedy Gwiazdka pocałowała pierwszego lepszego Japończyka (Robin nie mógł na to patrzeć) i od razu umiała mówić w jego języku. Zaraz po tym ktoś krzyczy, że w mieście jest potwór. Tytani natychmiast zaczynają z nim walkę, jednak nie potrafią wygrać. Wtedy pojawia się japoński oddział specjalny i niszczy potwora. Dowódcą tej grupy był komandor Uehara Daizo. Znał on angielski, więc Tytani mogli się z nim porozumieć. Daizo zaprowadza ich do swojej bazy. Mówi im jednak, że w Tokio są jedynie turystami, a nie bohaterami. Wówczas Tytani rozeszli się każdy w swoją stronę. Jednak początkowo wszyscy na prośbę Bestii poszli do fabryki komiksów (to był jedyny powód, dla którego chciał jechać do Tokio). Cyborg poszedł do baru, gdzie można było jeść potrawy w dowolnych ilościach. Robin z Gwiazdką pływali łódką po rzece. Raven chodziła po mieście szukając czegoś co można zrozumieć. Gdy Bestia siedział smutny przed fabryką komiksów, podeszła do niego jakaś ładna dziewczyna. Tytanowi tak bardzo się spodobała, że chciał z nią porozmawiać. Dziewczyna uciekła, a on pobiegł za nią. Wtedy ona wbiegła do jakiegoś pomieszczenia. Okazało się, że było to miejsce, gdzie się śpiewało karaoke. Bestia też musiał zaśpiewać i zaśpiewał piosenkę Teen Titans. Ponieważ na sali tylko on był chłopakiem, a publicznością były nastolatki, gdy tylko skończył swoje śpiewanie, dziewczyny podbiegły do niego i zaczęły go całować. Cyborg jadł i jadł, co denerwowało szefa kuchni i obsługę. Założyli się, że Cyborg zje wszystko. Raven chodziła po ciemnych ulicach Tokio i znalazła starą, tajemniczą książkę po angielsku. Tymczasem Robin i Gwiazdka siedzieli sobie razem na dachu jednego z wieżowców. Już mieli się pocałować, kiedy Robin sobie coś uświadomił i nie pocałował jej. Wtedy Gwiazdka uciekła, bo była zła na Robina. Kiedy Robin chodził po mieście, został zaatakowany przez tego samego wojownika, z którym walczył przed wylotem do Tokio. Walka trwała długo. W końcu wojownik popełnił błąd i zginął. Gdy okazało się, że Robin miał na rękach dziwną farbę, pojawił się komandor Daizo i zaaresztował Tytana. Tymczasem Raven, Cyborg, Bestia i Gwiazdka zostali zaatakowani przez dziwne stworzenia. Kiedy Robin był przewożony do więzienia, coś zatrzymało furgonetkę i Robin został uwolniony. By nie zostać rozpoznanym, poszedł do baru i przebrał się. W barze rozpoczęła się następna walka. Robin zapytał barmana (Barman znał angielski) czy zna osobnika o nazwie Brushogun. Wtedy budynek został otoczony przez oddział specjalny, który miał uwięzić Robina. Udało mu się uciec, ale zaraz potem został otoczony. Na szczęście Gwiazdka przyleciała mu z pomocą. Uciekli do starej japońskiej chaty. Robin i Gwiazdka mieli się już pocałować, ale w ostatnim momencie weszła reszta Tytanów. Raven opowiedziała o pewnym rysowniku, który narysował piękną kobietę i chciał ją ożywić i użył do tego czarnej magii. Niestety, kiedy mu się to udało, stał się zły. W tym momencie znowu pojawił się oddział specjalny i znowu udało się Tytanom uciec. Później zastanawiali się, gdzie może być kryjówka Brushoguna. Pomyśleli, że w zamkniętej fabryce komiksów. Od razu tam poszli, by odnaleźć rysownika, gdyż sądzili, że to on za wszystkim stoi. Ale znaleźli komandora Uehara Daizo! Domyślili się, dlaczego nie pozwolił Tytanom się wtrącać i ścigał Robina. Wtedy Daizo za pomocą czarów wyciągnął z palców rysownika farby i na papierze stworzył armię oddziału specjalnego i wojowników dopasowanych do każdego z Tytanów. Zaczęła się walka. Kiedy bohaterowie zaczęli wygrywać, Daizo pomieszał wszystkich i wciągnął do siebie rysownika. Robin pośpieszył mu na ratunek, bo tylko dzięki niemu mogli pokonać przestępcę. Na szczęście udało się wyciągnąć rysownika i Daizo został aresztowany, a rysownik zniknął mówiąc tylko – "Uratowałeś mi życie". Kiedy misja się skończyła, Robin i Gwiazdka wreszcie się pocałowali. Potem Tytani zostali odznaczeni przez prezydenta Tokio i poszli zwiedzać dokładnie Tokio.

## Obsada
| Aktor                | ! Rola                                                    |
| -------------------- | --------------------------------------------------------- |
| Scott Menville       | Robin / Japoński chłopiec                                 |
| Greg Cipes           | Bestia                                                    |
| Tara Strong          | Raven / Głos komputera                                    |
| Khary Payton         | Cyborg                                                    |
| Hynden Walch         | Gwiazdka / Mecha-Boi                                      |
| Robert Ito           | Burmistrz / Księgarz                                      |
| Janice Kawaye        | Nya-Nya / Timoko                                          |
| Yuri Lowenthal       | Człowiek z blizną / Japoński rowerzysta                   |
| Cary-Hiroyuki Tagawa | Brushogun                                                 |
| Keone Young          | Komandor Uehara Daizo / Saico-Tek / Właściciel baru sushi |

## Wersja polska
Wersja polska: HBO Polska

Tekst: Joanna Kalińska

Czytał: Maciej Gudowski